# Neisi Dajomes
Neisi Patricia Dajomes Barrera (Puyo, 12 maggio 1998) è una sollevatrice ecuadoriana.
È la sorella maggiore della sollevatrice Angie Palacios.

## Palmarès
- Giochi olimpici

Tokyo 2020: oro nei 76 kg.
Parigi 2024: bronzo negli 81 kg.
- Mondiali

Anaheim 2017: argento nei 75 kg.
Aşgabat 2018: bronzo nei 76 kg.
Pattaya 2019: bronzo nei 76 kg.
- Giochi panamericani

Toronto 2015: argento nei 69 kg.
Lima 2019: oro nei 76 kg.
- Campionati panamericani

Miami 2017: oro nei 75 kg.
Santo Domingo 2018: oro nei 75 kg.
Città del Guatemala 2019: oro nei 76 kg.
Bogotà 2022: oro negli 81 kg.
Bariloche 2023: oro negli 81 kg.
Caracas 2024: oro negli 81 kg.
- Giochi sudamericani

Cochabamba 2018: oro nei 75 kg.